# Случајан погодак
Случајан погодак је југословенски телевизијски филм из 1961. године. Режирала га је Мирјана Самарџић а сценарио је написао Влада Дубравчић.

## Улоге
| Глумац                    | Улога                   |
| ------------------------- | ----------------------- |
| Татјана Бељакова          |                         |
| Северин Бијелић           |                         |
| Јован Јанићијевић Бурдуш  | (као Јован Јанићијевић) |
| Драгомир Павлов           |                         |
| Мирослав Дуда Радивојевић |                         |